# Rostov, Iampil
Rostov (în ucraineană Ростов) este un sat în așezarea urbană Iampil din regiunea Sumî, Ucraina.

## Demografie
Componența lingvistică a localității Rostov
     Ucraineană (96,04%)
     Rusă (2,97%)
Conform recensământului din 2001, majoritatea populației localității Rostov era vorbitoare de ucraineană (96,04%), existând în minoritate și vorbitori de rusă (2,97%).